# Clive Swift
Clive Walter Swift (Liverpool, 9 febbraio 1936 – Londra, 1º febbraio 2019) è stato un attore inglese.

## Biografia
Ha recitato in numerosi film, anche se rimane essenzialmente conosciuto per il ruolo di Richard Bucket nella serie televisiva britannica Keeping Up Appearances.
Sempre in televisione ha recitato anche in alcuni episodi di Doctor Who.

## Filmografia parziale

### Cinema
- Prendeteci se potete (Catch Us If You Can), regia di John Boorman (1965)
- A Midsummer Night's Dream, regia di Peter Hall (1968)
- Frenzy, regia di Alfred Hitchcock (1972)
- Non prendete quel metrò (Death Line), regia di Gary Sherman (1972)
- Excalibur, regia di John Boorman (1981)
- Passaggio in India (A Passage to India), regia di David Lean (1984)

### Televisione
- Knock on Any Door – serie TV, episodio 1x02 (1965)
- Le sconfitte di un vincitore: Winston Churchill 1928-1939 (Winston Churchill: The Wilderness Years) – miniserie TV (1981)
- L'ispettore Morse (Inspector Morse) – serie TV, episodio 1x02 (1987)
- L'ispettore Barnaby (Midsomer Murders) – serie TV, episodio 19x02 (2017)